# Pantomallus tristis
Pantomallus tristis là một loài bọ cánh cứng trong họ Cerambycidae.